# Betonieroest
De betonieroest (Puccinia betonicae) is een autoecische schimmel behorend tot de familie Pucciniaceae. De schimmel is een endoparasiet van plantensoorten, die tot het geslacht Stachys behoren. De schimmel komt voor in Europa en Rusland. In Nederland is de betonieroest uiterst zeldzaam.
Van de betonieroest zijn alleen geelbruine teliosporen, die in roestbruine telia worden gevormd, bekend. De telia worden voornamelijk aan de onderzijde van de bladeren gevormd. Aangetaste bladeren ontwikkelen chlorose, hebben een langwerpige bladsteel en zien er abnormaal uit. De tweecellige, ellipsoïde tot ovale, van boven afgeronde teliosporen zijn glad en hebben een kleurloze steel, die ongeveer net zo lang is als de spore. Bij het septum is de spore iets ingesnoerd. De teliosporen zijn 27-45 × 15-24 µm groot.

## Foto's

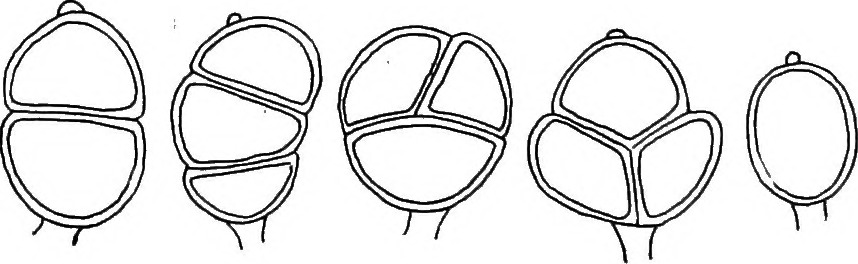
Teliosporen (normale en afwijkenden en rechts een mesospore)